# Kijeva
Kijeva (albanisch auch Kijevë, serbisch Кијево Kijevo) ist ein Dorf im Westen des Kosovo und gehört administrativ zur Gemeinde Malisheva.

## Bevölkerung
Von den 1279 Einwohnern, die die Volkszählung 2011 für Kijeva erfasst hat, bezeichneten sich 1240 Personen (96,95 %) als Albaner, 17 (1,37 %) als Serben, fünf als Aschkali und zwei als Bosniaken. 15 weitere Einwohner gaben keine Auskunft bezüglich ihrer Ethnie.
| Zensus    | 1919 | 1948 | 1953 | 1961 | 1971 | 1981 | 1991 | 2011 |
| --------- | ---- | ---- | ---- | ---- | ---- | ---- | ---- | ---- |
| Einwohner | 460  | 779  | 836  | 996  | 1317 | 1521 | 1672 | 1279 |

## Verkehr
Die M-9, die Hauptstraße von Pristina nach Peja, verläuft durch Kiljeva. Eine Autobahn entlang dieser Route, die im Nachbardorf Mleçan beginnt, ist in Planung.